# Гадди, Джованни
Джованни Гадди (итал. Giovanni Gaddi; после 1333—1383) — живописец итальянского проторенессанса.
Джованни, представитель потомственной семьи художников из Флоренции, был сыном Таддео Гадди и братом Аньоло Гадди. Джорджо Вазари писал, что Гадди был самостоятельным художником. Он писал фрески в церкви Санто-Спирито во Флоренции; между 1367 и 1370 годами был призван работать в Ватикане при папе Урбане V (ватиканские фрески не сохранились). Некоторые идентифицировали его как мастера Мадонны делла Мизерикордия (Милосердия) в Галерее Академии в Венеции.